# 溴化亚铊
溴化亚铊是一种无机化合物，由铊和溴组成，化学式 TlBr。它可以用来探测X射线，伽马射线和蓝光。
它是一种半导体，能隙为 2.68 eV。
它在室温的晶系结构是CsCl结构，但在冷却时会变成TlI的结构。过渡温度还可能会受到杂质的影响。 在LiF、NaCl或KBr衬底上生长的纳米级TlBr薄膜具有岩盐结构。
铊具有剧毒，可以通过皮肤吸收。摄入铊化合物，包括溴化亚铊的急性和慢性影响包括疲劳，四肢疼痛，周围神经炎，关节痛，脱发，腹泻，呕吐以及对中枢神经系统，肝脏和肾脏的损害。